# Coupe Kirin 1996
La Kirin Cup 1996 est la dix-septième édition de la Coupe Kirin. Elle se déroule en mai 1996. Elle oppose le Japon, la RF Yougoslavie et le Mexique.

## Résultats
| 23 mai 1996 | Mexique | 0 – 0 | RF Yougoslavie | Shimizu             |
|             |         |       |                | Spectateurs : 8 604 |

| 26 mai 1996 | Japon | 1 – 0 | RF Yougoslavie | Tokyo                |                      |
|             | Miura |       |                | Spectateurs : 50 632 | Spectateurs : 50 632 |

| 29 mai 1996 | Japon                    | 3 – 2 | Mexique           | Fukuoka              |                      |
|             | Morishima · Miura · Sōma |       | del Olmo · Peláez | Spectateurs : 17 000 | Spectateurs : 17 000 |

## Tableau
| Équipe         | Pts | J | V | N | D | Bp | Bc | Dif |
| -------------- | --- | - | - | - | - | -- | -- | --- |
| Japon          | 6   | 2 | 2 | 0 | 0 | 4  | 2  | +2  |
| Mexique        | 1   | 2 | 0 | 1 | 1 | 2  | 3  | -1  |
| RF Yougoslavie | 1   | 2 | 0 | 1 | 1 | 0  | 1  | -1  |

## Vainqueur
| Vainqueur Kirin Cup 1996 Japon 3e titre |